# Grand Prix Formule 1 van de Verenigde Staten 1967
De Grand Prix Formule 1 van de Verenigde Staten 1967 werd gehouden op 1 oktober op het Watkins Glen International circuit in Watkins Glen (New York). Het was de tiende race van het seizoen. 

## Uitslag
| Pos. | Nr. | Coureur              | Constructeur    | Rondes | Tijd / Oorzaak uitval | Grid | Punten |
| ---- | --- | -------------------- | --------------- | ------ | --------------------- | ---- | ------ |
| 1    | 5   | Jim Clark            | Lotus-Ford      | 108    | 2:03:13.2             | 2    | 9      |
| 2    | 6   | Graham Hill          | Lotus-Ford      | 108    | + 6.3                 | 1    | 6      |
| 3    | 2   | Denny Hulme          | Brabham-Repco   | 107    | + 1 Ronde             | 6    | 4      |
| 4    | 15  | Jo Siffert           | Cooper-Maserati | 106    | + 2 Rondes            | 12   | 3      |
| 5    | 1   | Jack Brabham         | Brabham-Repco   | 104    | + 4 Rondes            | 5    | 2      |
| 6    | 16  | Jo Bonnier           | Cooper-Maserati | 101    | + 7 Rondes            | 15   | 1      |
| 7    | 22  | Jean-Pierre Beltoise | Matra-Ford      | 101    | + 7 Rondes            | 18   |        |
| NF   | 3   | John Surtees         | Honda           | 96     | Alternator            | 11   |        |
| NF   | 9   | Chris Amon           | Ferrari         | 95     | Motor                 | 4    |        |
| NF   | 7   | Jackie Stewart       | BRM             | 72     | Injection             | 10   |        |
| NF   | 21  | Jacky Ickx           | Cooper-Maserati | 45     | Oververhitting        | 16   |        |
| NF   | 19  | Guy Ligier           | Brabham-Repco   | 43     | Motor                 | 17   |        |
| NF   | 17  | Chris Irwin          | BRM             | 41     | Motor                 | 14   |        |
| NF   | 8   | Mike Spence          | BRM             | 35     | Motor                 | 13   |        |
| NF   | 4   | Jochen Rindt         | Cooper-Maserati | 33     | Motor                 | 8    |        |
| NF   | 11  | Dan Gurney           | Eagle-Weslake   | 24     | Ophanging             | 3    |        |
| NF   | 14  | Bruce McLaren        | McLaren-BRM     | 16     | Waterlek              | 9    |        |
| NF   | 18  | Moises Solana        | Lotus-Ford      | 7      | Ontsteking            | 7    |        |

## Statistieken
| Pole-position | Graham Hill | Lotus-Ford | 1:05.48 |
| Snelste ronde | Graham Hill | Lotus-Ford | 1:06.00 |

## Noot
- Dit was de tiende snelste ronde voor Graham Hill.

Grand Prix Formule 1 van de Verenigde Staten: 1908 · 1910 · 1911 · 1912 · 1914 · 1915 · 1916 · 1959 · 1960 · 1961 · 1962 · 1963 · 1964 · 1965 · 1966 · 1967 · 1968 · 1969 · 1970 · 1971 · 1972 · 1973 · 1974 · 1975 · 1976 · 1977 · 1978 · 1979 · 1980 · 1989 · 1990 · 1991 · 2000 · 2001 · 2002 · 2003 · 2004 · 2005 · 2006 · 2007 · 2012 · 2013 · 2014 · 2015 · 2016 · 2017 · 2018 · 2019 · 2021 · 2022 · 2023 · 2024 · 2025 · 2026

Indianapolis 500: 1950 · 1951 · 1952 · 1953 · 1954 · 1955 · 1956 · 1957 · 1958 · 1959 · 1960

Grand Prix Formule 1 van de Verenigde Staten West: 1976 · 1977 · 1978 · 1979 · 1980 · 1981 · 1982 · 1983

Grand Prix Formule 1 van Las Vegas: 1981 · 1982 · 2023 · 2024 · 2025

Grand Prix Formule 1 van de Verenigde Staten Oost: 1982 · 1983 · 1984 · 1985 · 1986 · 1987 · 1988

Grand Prix Formule 1 van Dallas: 1984

Grand Prix Formule 1 van Miami: 2022 · 2023 · 2024 · 2025 · 2026 · 2027 · 2028 · 2029 · 2030 · 2031